# Georg Eder
Mons. Georg Eder (6. března 1928 Mattsee – 19. září 2015) byl rakouský římskokatolický kněz a emeritní arcibiskup Salcburku.

## Život
Narodil se 6. března 1928 v Mattsee. Po základní škole nastoupil roku 1946 na arcibiskupské gymnázium Borromäum v Salcburku, kde po pěti letech studia odmaturoval. Poté vstoupil do kněžského semináře salcburské arcidiecéze.
Dne 15. července 1956 byl arcibiskupem Andreasem Rohracherem vysvěcen na kněze. Po první pastorační zkušenosti v Zell am See, byl roku 1960 jmenován biskupským sekretářem. V nadcházejících letech pokračoval ve studiu teologie a roku 1964 absolvoval s disertací Duch Svatý v Janovi 14.
Roku 1965 byl knězem v Loferu a ve stejném roce i kaplanem ministrantem arcidiecéze. Od roku 1968 do roku 1970 byl generálním sekretářem tyrolského podílu arcidiecézních věřících. Roku 1970 byl farářem v Altenmarkt im Pongau a roku 1981 se stal děkanem děkanství Altenmarkt.
Dne 21. prosince 1988 byl vybrán kapitulou jako jednoho ze tří kandidátů na post arcibiskupa Salcburku. Dne 17. ledna 1989 byl papežem Janem Pavlem II. ustanoven arcibiskupem Salcburku.
Biskupské svěcení přijal 26. února 1989 z rukou arcibiskupa Karla Berga a spolusvětiteli byli biskup Johann Weber a biskup Jakob Mayr.
Dne 23. listopadu 2002 papež Jan Pavel II. přijal jeho rezignaci na post arcibiskupa Salcburku, z důvodu dosažení věku 75 let.